# Kennerley Old Style

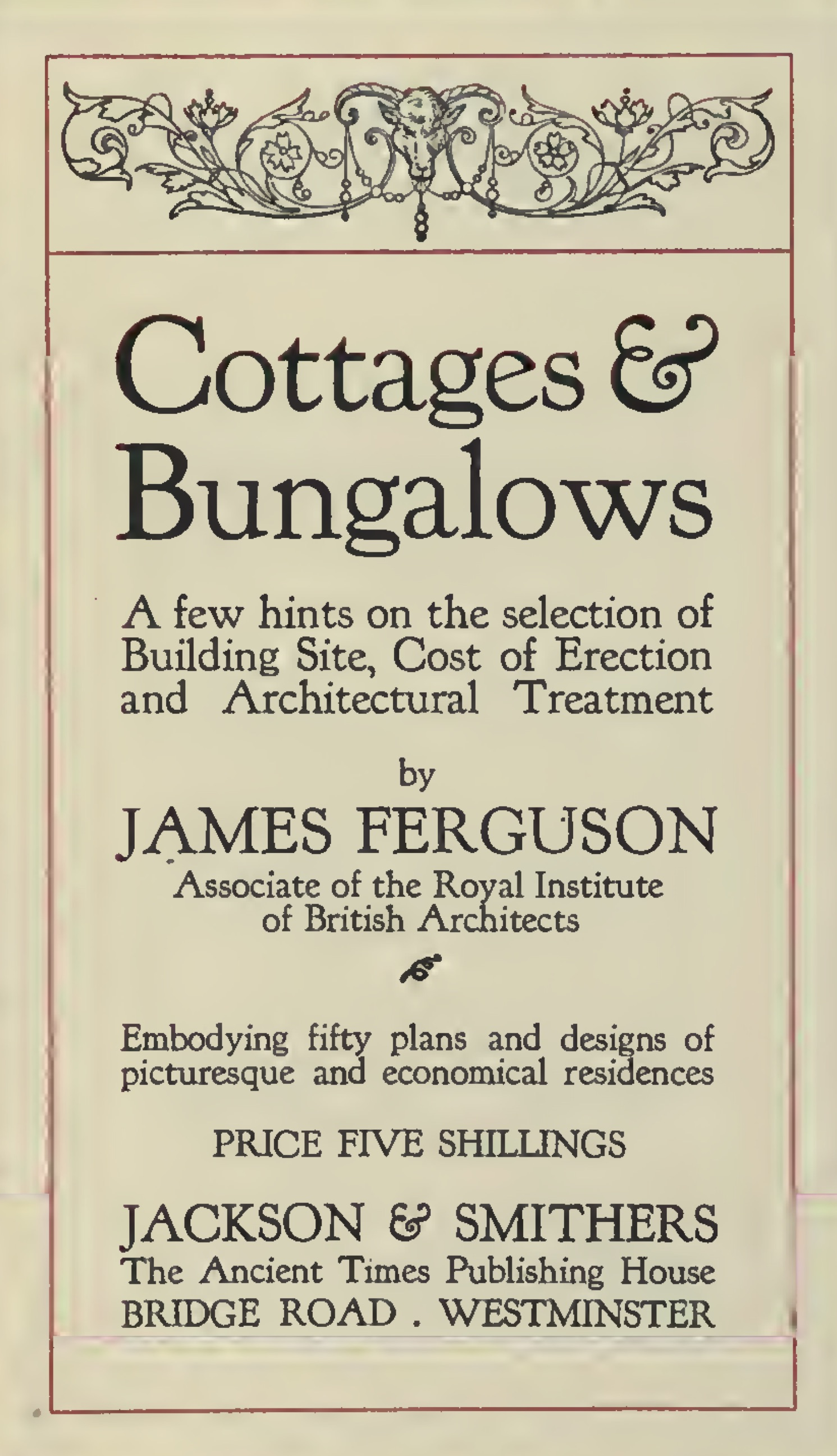
Schriftmuster mit der Kennerley Old Style aus einem Schriftmusterkatalog der Gießerei H. W. Caslon, 1915

Die Kennerley Old Style, bekannt auch unter der Kurzform Kennerley, ist eine Schrift des bekannten US-amerikanischen Schriftgestalters Frederic Goudy. Klassifikationstechnisch wird sie – gemäß der DIN-Norm 16518 – in die Gruppe der Venezianischen Renaissance-Antiqua eingeordnet. In digitalisierter Form ist sie heute bei unterschiedlichen Anbietern erhältlich.

## Entstehung
Die Kennerley Old Style entstand 1911 als Auftragsarbeit für eine von dem New Yorker Verleger Mitchell Kennerley herausgegebene Anthologie des britischen Science-Fiction-Schriftstellers H. G. Wells. Die Grundvariante (Roman) entstand 1911, der Kursivschnitt 1918, die dazugehörigen Bold-Schnitte 1924. Die Matrizen zu Goudys Vorlagen fertigte der deutsch-amerikanische Graveur und Stempelschneider Robert Wiebking.
In Europa wurde die Kennerley Old Style unter anderem von Pelican Press popularisiert, der Akzidenz- und Werbedruckabteilung der Victoria House Publishing Company, die unter anderem das wöchentliche Nachrichtenblatt der Labour Party herausgab. Neben Lettern der Kennerley führte Pelican weitere Goudy-Typen aus den USA ein und verwendete sie zusammen mit anderen Monotype-Schriften. Ab den 1920er-Jahren wurde die Kennerley Old Style von dem US-amerikanischen Monotype-Ableger distributiert – der in Philadelphia ansässigen Lanston Monotype Machine Company, als deren verantwortlicher Artdirector Goudy ab 1920 fungierte. Auf Monotype-Wunsch hin fertigte Frederic Goudy zwei weitere Schnitte: eine Bold- und eine Bold Italic-Variante. Sol Hess ergänzte die zur Familie aufgestockte Schrift 1925 mit einem Kapitälchen-Zusatzschnitt.
Goudy selbst charakterisierte die Kennerley Old Style als Buchsatzschrift mit strengen Serifen, soliden Haarstrichen und geschaffen für ein solides und kompaktes Seitenerscheinungsbild. Betrachtet aus der Warte von Goudys Laufbahn als Schriftentwerfer war die Kennerley sein erster „Hit“. Bis heute gilt sie als eine seiner besten Brotschriften – darüber hinaus als eine der wenigen nicht auf einem historischen Original basierenden Oldstyle-Schriften der US-amerikanischen Typografie.

## Digitale Versionen
Digital erhältlich ist die Kennerley derzeit in drei Varianten: als LTC Kennerley mit insgesamt 13 Schnitten, etwas weniger ausgebaut als Berthold-Schrift mit 6 Schnitten, sowie in nur 4 Schnitten von Richard Beatty digitalisiert. Ebenfalls auf der Kennerley basiert die Kingsley aus dem Jahr 1999 – designt von Leslie Usherwood und Steve Jackaman und verlegt von dem Label Red Rooster Collection.